# Wonder Girls (Cristina D'Avena)
Wonder Girls è una raccolta della cantante Cristina D'Avena pubblicata il 23 giugno 2006.

## Tracce
1. Petali di stelle per Sailor Moon (Alessandra Valeri Manera/Piero Cassano) 4:13
2. Mew Mew amiche vincenti (A. Valeri Manera/Cristiano Macrì) 3:39
3. Sailor Moon (A. Valeri Manera/Carmelo Carucci) 3:21
4. Yui, ragazza virtuale (A. Valeri Manera/Max Longhi, Giorgio Vanni) 3:59
5. Sailor Moon, la luna splende (A. Valeri Manera/C. Carucci) 3:17
6. Sakura la partita non è finita (A. Valeri Manera/Franco Fasano) 4:14
7. Sailor Moon e il mistero dei sogni (A. Valeri Manera/P. Cassano) 3:31
8. Una porta socchiusa ai confini del sole (A. Valeri Manera/Silvio Amato) 4:22
9. Sailor Moon e il cristallo del cuore (A. Valeri Manera/C. Carucci) 3:23
10. Pesca la tua carta Sakura (A. Valeri Manera/G. Fasano) 4:14
11. Un incantesimo dischiuso tra i petali del tempo (A. Valeri Manera/G. Fasano) 3:45